# Graham Webb
Graham Paul Webb (13 gennaio 1944 – 28 maggio 2017) è stato un ciclista su strada britannico.

## Palmarès

### Mondiali
- 1 medaglia:
  - 1 oro (Heerlen 1967 nella corsa in linea dilettanti)